# Áed mac Cathail Ua Conchobair
Áed mac Cathail Ua Conchobair (mort en 1228) a été roi du Connacht (Irlande) de 1224 à 1228.  

## Origine
Áed est le fils aîné de Cathal Crobderg Ua Conchobair et de son épouse Mór († 1218), fille de  Domnall Mór Ua Briain, roi de Thomond.

## Princes héritier
Cathal Crobderg tente de faire la synthèse entre les coutumes successorales irlandaise et le droit de primogéniture anglo-normand et institue son fils Áed († 1228) comme corégent et héritier. Il obtient l'accord de Jean sans Terre qui délivre une charte en ce sens. Les Annales d'Ulster relèvent que Donnchadh Ua Eidhin est aveuglé en 1213 par  Aedh mac Cathail fils de Cathal Crobderg Ua Conchobair roi de Connacht 

## Roi de Connacht
Áed qui avait été l'Héritier désigné et même le corégent de son père avec l'accord de Jean sans Terre devient sans problème roi après la mort de Cathal Crobderg. Les fils de Hugues de Lacy († 1186), c'est-à-dire Hugues de Lacy († 1242) et Walter de Lacy († 1241), viennent en Irlande, en dépit du roi d'Angleterre, et leurs agressions provoquent des guerres et des divisions parmi les Irlandais, jusqu'à ce que ceux-ci se lèvent contre eux et les obligent à rechercher la protection d'Áed Meith mac Áeda Ua Neill roi Tir Éogain. 
Ensuite, sous le commandement Áed mac Cathail Crobderg roi de Connacht, Donnchad Cairbrech Ua Briain roi de Thomond, Diarmait Cluasach Mac Carthaig roi de Desmond et les principaux chefs irlandais à l'exception de ceux du Cenél nEógain et du Cenél Conaill, s'avancèrent jusque dans la plaine de Muirthemné et du château de Ard Abla à Tethba près de Dundalk mais ils doivent se retirer sans avoir demandé d'otages ou de cautions aux fils de Hugues de Lacy et à Áed Meith mac Áeda Ui Neill. 
En 1225 une grande révolte est menée Toirdelbach et Áed, deux fils de Ruaidri Ua Conchobair appuyés par Áed Ui Neill, dans le but d'arracher la royauté à Áed mac Cathail Cobderg et de la donner à Toirdelabach. Cette révolte a pour origine Donn Oc Mac Airechtaig, un chef d'une lignée royale du Síl Muiredaig, qui voulait se venger de la confiscation de son patrimoine. La révolte embrase la quasi-totalité du Connacht c'est-à-dire le Sil Muredaig et l'ouest de la province dirigé par Aed Ua Flaithbertaig. Seul Cormac mac Tomaltach  Mac Diarmata (MacDermot) et se tiennent à l'écart. 
Áed mac Cathail obtient l'appui des Étrangers c'est-à-dire des anglo-normands et du Justiciar d'Irlande Geoffroy de Mareys ou de Marisco  et il parvient à vaincre les rebelles Áed Ua Flaithbertaig est le dernier à faire sa soumission
Après quatre années de règne Áed mac Cathal Crobderg Ua Conchobair, meurt dans des circonstances curieuses. Il est tué d'un coup de hache par un charpentier, pendant qu'il résidait à la cour de Geoffroy de Marisco, et  alors que l'épouse du charpentier était en train de se baigner avec lui. L'assassin est pendu dès le lendemain par Geoffrey de Marisco ou de Mareys . Le charpentier l'aurait frappé par jalousie, toutefois les annalistes relèvent que cet acte de trahison a été accompli à l'instigation du fils d'Hugues de Lacy et de William de Burgh. Les Annales d'Ulster relèvent également que   « Áed le fils de Cathal à la Main Rouge Ua Conchobair a été tué en 1228 »  par trahison par les Étrangers, après toutefois que les Hommes du Connacht se soient écartés de lui  Áed mac Cathail est chanté par le poète Donnchad Baccach mac Tanaide Ua Mailchonaire
Après sa mort le trône est disputé pendant deux ans (1228-1230) entre les deux  frères  Toiredelbach et Áed mac Ruairdi Ua Conchobair

## Postérité
Áed mac Cathail Ua Conchobair laisse cinq fils:
- Tagd Dall († 1277) ;
- Cathall Dall père d'Áed mac Cathail Daill roi de Connacht en 1274 ;
- Ruaidri († 1274) père d'Eógan mac Ruaidrí mac Aeda roi de Connacht en 1274 ;
- Toirrdelbach mac Áeda meic Cathail Chrobdeirg Ua Conchobair  († 1266) roi de Connacht 1249-1250 père de Tadg Ruad mac Toirrdelbaig roi de Connacht 1274-1278 ;
- Áed († 1249) ;

## Sources
- (en) T.W Moody, F.X. Martin, F.J. Byrne A New History of Ireland IX Maps, Genealogies, Lists. A companion to Irish History part II . Oxford University Press réédition 2011  (ISBN 9780199593064).
- (en) Goddard Henry Orpen (Introduction de Seán Duffy), Ireland under the Normands 1169-1333, vol. III, Dublin, Four Courts Press (réédition), 2005, 633 p. (ISBN 9781846828188), p. 361-376 The Conquest of Connaught 1224-37